# Taraba (fiume)
Il Taraba è un fiume dell'Africa centrale, affluente di sinistra del Benue.
La sorgente si trova a ovest della città camerunense di Kontcha, nel Parco nazionale di Gashaka-Gumti, nello Stato di Taraba. Il suo bacino idrografico si estende fino al confine con il Camerun. Il suo affluente più importante è il Kam, che vi affluisce da nord.
La portata del fiume è stata misurata a Gassol, circa 30 km prima della foce, ovvero nella parte più ampia del bacino idrografico. La portata media tra il 1955 e il 1986 è stata di 1791 m³/s.